# Anne Laperrouze

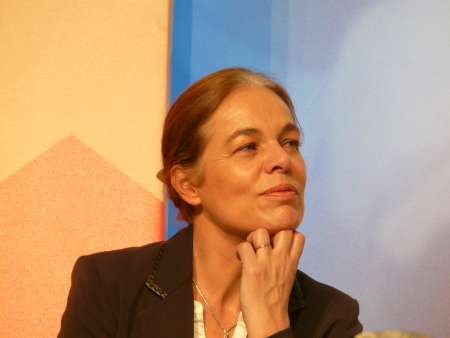
Anne Laperrouze, 2009

Anne Laperrouze (* 4. Juli 1956 in Puylaurens) ist eine französische parteilose Politikerin. Sie ist Bürgermeisterin von Puylaurens und hat einen Sitz im Generalrat des Département Tarn inne. Von 2004 bis 2009 war sie Abgeordnete im Europäischen Parlament.

## Berufliche Laufbahn
Nach einem Abschluss als Ingenieurin an der Fakultät für Elektrochemie und Elektrometallurgie des Institut polytechnique de Grenoble im Jahre 1978 arbeitete sie als Wissenschaftliche Mitarbeiterin an der Université du Québec im kanadischen Chicoutimi. Zwischen 1981 und 2000 war sie Abteilungsleiterin in der Metall- und Automobilindustrie. Von 2002 bis 2004 wirkte sie als Projektleiterin in einem Unternehmen der pharmazeutischen Industrie.

## Kommunale Ämter
Seit 2001 ist Laperrouze Bürgermeisterin von Puylaurens. Nach Wiederwahlen in den Jahren 2008 und 2014 dauert ihre aktuelle Amtszeit bis 2020. Ebenfalls seit 2001 ist sie Generälrätin im Department Tarn. Sie ist Mitglied des Ständigen Ausschusses sowie des Ausschusses für Raumordnung und Nachhaltige Entwicklung.
Bei den landesweiten Parlamentswahlen 2002 erhielt sie im vierten Wahlbezirk des Departements Tarn im 1. Wahlgang 17,5 % der Stimmen, zog jedoch im zweiten Wahlgang ihre Kandidatur zugunsten von Bernard Carayon zurück. Sie trat 2007 wiederum in diesem Wahlbezirk zur Wahl an und erreichte ein Ergebnis von 12,98 % der Wählerstimmen, was nicht ausreichte, um in den zweiten Wahlgang zu gelangen. 
Nachdem sie den Mouvement démocrate verlassen hatte, wobei sie jedoch weiterhin François Bayrou loyal blieb, kandidierte sie nach der Auflösung ihres bisherigen Wahlbezirks bei den Wahlen zur Nationalversammlung 2012 für den dritten Wahlbezirk von Tarn auf der Liste der Alliance centriste, wobei sie von der Parti radical, „Le Mouvement démocrate“ und dem Nouveau Centre unterstützt wurde.

## Europaabgeordnete
Anne Laperrouze wurde als Abgeordnete zum Europäischen Parlament bei den Wahlen zum Europaparlament 2004 gewählt, sie kandidierte auf der Liste der Union pour la démocratie française (UDF) im südwestlichen Wahlkreis Frankreichs.
Als Abgeordnete im Europäischen Parlament war sie Mitglied der Parlamentarischen Gruppe Allianz der Liberalen und Demokraten für Europa (ALDE). Seit 2008 war sie stellvertretende Vorsitzende des Ausschusses für Industrie, Forschung und Energie. Auch war sie Mitglied der Delegation für die Beziehungen zu der Volksrepublik China. Nach den Wahlen zum Europaparlament 2009 schied sie aus dem Europäischen Parlament aus.